# Daniel Hervouët
Pour les articles homonymes, voir Hervouët.
Daniel Hervouët, né le 27 novembre 1952 à Versailles (Yvelines), est un officier général et auteur français de manuels de gestion humaine, de thrillers et romans d'espionnage.

## Biographie

### Famille
Daniel Hervouët est né le 27 novembre 1952 à Versailles (Seine-et-Oise) de Serge Hervouët, fonctionnaire, et de Madeleine Moisan.

### Formation
Après une scolarité au lycée Hoche de Versailles, puis à l'École militaire préparatoire d'Aix-en-Provence, il fait des études à l'École spéciale militaire de Saint-Cyr dont il sort en 1975 au sein de la 160e promotion Maréchal de Turenne. Il est également diplômé de l'Institut d'études politiques de Paris.
Il suit une formation au Defense resources management institute, Naval Postgraduate School, Californie (États-Unis).

### Carrière militaire
Il sert dans les forces spéciales et le renseignement (1976-1989) avant d'être nommé contrôleur des armées puis contrôleur général des armées et directeur du projet Spinoza, directeur des études du centre des hautes études de l'Armement (1995-1997) puis de l'Institut des hautes études de défense nationale (1997-2001).

### Carrière d'enseignant
Il est professeur associé à l'université Paris II dans le cadre de deux séminaires de master en sciences de la gestion et gestion des organisations : prospective et stratégies du futur, évaluation des systèmes de défense,.

## Œuvres
Outre des rapports administratifs écrits ou dirigés en tant que haut fonctionnaire et des articles de revue, il écrit des livres de deux types :
- gestion et direction des hommes ;
- romans d'espionnage où la fiction met en scène des situations inspirées des réalités géopolitiques contemporaines.

De 2005 à 2007, il dirige la collection Délits d'encre aux éditions Des idées et des hommes. Depuis 2011, il est directeur de la collection Lignes de feu aux éditions du Rocher.

### Publications
Daniel Hervouët a publié un article dans le quotidien Le Figaro et six articles dans la Revue Défense nationale
- En finir avec le narcissisme mélancolique, Le Figaro, 9 juillet 2004
- Renseignement : une affaire à prendre au sérieux, décembre 2004
- Lutte contre le terrorisme : « Retirer le feu sous le chaudron », octobre 2008[10]
- Le piège de la belle, regard stratégique sur Internet, novembre 2009
- Faut-il désespérer des dirigeants ?, janvier 2011
- Réapprendre la cohésion nationale : le risque de servir, novembre 2011
- Le mensonge est-il une nécessité ? Ou l’impossible vertu républicaine ?, mai 2013[11]

### Ouvrages
- Burma club Éditions Balland 2020
- Besoin d'autorité, Éditions Balland[12], 2017,  (ISBN 978-2940556472)
- Le Grand Sacrifice, Éditions du Rocher, 2014,  (ISBN 978-2-268-07604-1)[13]

- Burma Club, Éditions du Rocher, 2013,  (ISBN 978-2-268-07405-4)[14],[15],[16],[17].
- Le piège d'Urruska, Paris, Nouveau Monde, 2010, 439 p. (ISBN 978-2-84736-511-5)[18],[19].
- Mener des hommes : asseoir son autorité et sa légitimité, Éditions Eyrolles/Éditions d'Organisation, 2009, introduction de Frank Bournois,  (ISBN 978-2-212-54539-5)
- Jeux de Chine, Paris, Nouveau Monde, 2008, 332 p. (ISBN 978-2-84736-310-4)[20].
- L'Étau, Des idées et des hommes, 2007,  (ISBN 978-2-35369-002-2)
- Mission Albatros, Des idées et des hommes, 2007,  (ISBN 978-2-35369-028-2)
- Mener des hommes pour la première fois : l'expérience de la culture commando, Éditions d'Organisation, 2005,  (ISBN 978-2-70813-414-0)[21]

## Distinctions
Daniel Hervouët est nommé chevalier de l'ordre national de la Légion d'honneur le 30 juin 1995 et promu officier en 2007. Il est promu officier de l'ordre national du Mérite en 1999, chevalier dans l'ordre des Palmes académiques le 11 janvier 2017.[réf. nécessaire]